# 防衛駐在官

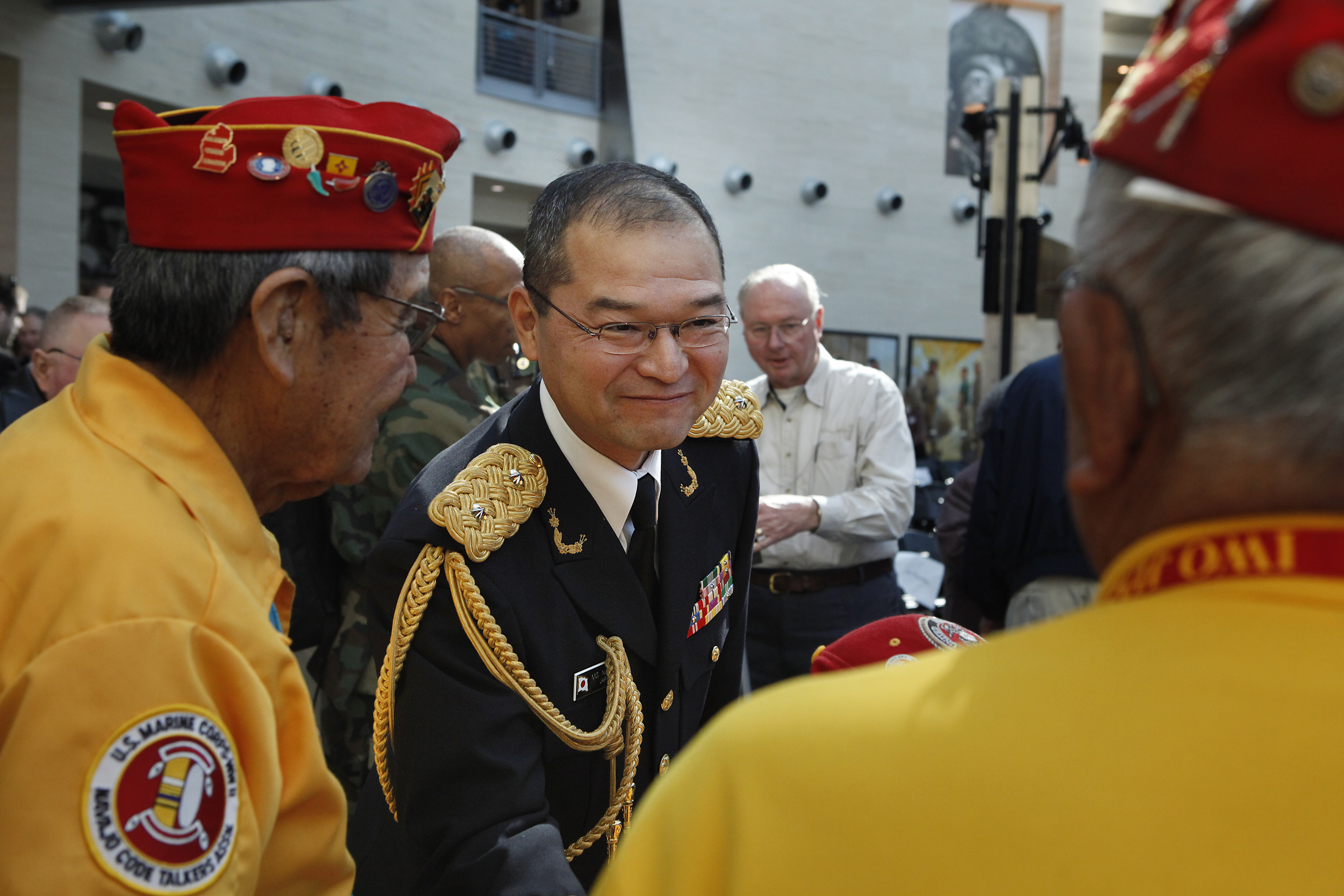
米国バージニア州トライアングルの国立海兵隊博物館で開催された硫黄島の戦い65周年記念式典にて、コードトーカーだったナバホ族と歓談する在アメリカ合衆国防衛駐在官：陸将補 納富中
2010年（平成22年）2月19日撮影

防衛駐在官（ぼうえいちゅうざいかん）は、在外公館において軍事や安全保障に関する情報収集や交流などを任務とする日本の外交官（外務事務官）。外務大臣および在外公館長の指揮監督下に置かれるが、防衛省からの派遣人員であり、自衛官の身分を併せ持つ。
戦前期日本の旧陸軍・海軍および各国の駐在武官に該当する。

## 概要
戦前の駐在武官制度は、第二次世界大戦における日本の敗北による連合国軍占領下での帝国陸軍・海軍の解体に伴い、廃止となった。現在の防衛駐在官制度は、防衛庁（現：防衛省）・自衛隊発足に伴い、1954年（昭和29年）より開始されたものであり、陸海空の自衛隊より自衛官が派遣されている。この際、外務公務員法第6条及び外務職員の公の名称に関する省令第3条により、「在外公館に勤務し、主として防衛に関する事務に従事する職員」を防衛駐在官と呼称している。主な任務は、派遣先における政府・国防関係者との接触による情報収集や家族ぐるみも含めた各国武官団との交流による情報交換である。また、他国の駐在武官と同様に着任に際しアグレマンが必要である。
自衛官としての身分も有するため、自衛官の階級を呼称するほか、制服の着用を行う。また、防衛駐在官用の飾緒の着用や、礼装時には、儀礼刀の着用も行う。なお、防衛駐在官経験者には防衛記念章（外国勤務経験者）が授与される。
外務省と陸海軍の多重外交状態となることが多かった戦前の反省から、外交一元化のため、防衛駐在官について、省庁間覚書（「防衛庁出身在外公館勤務者の身分等に関する外務事務次官、防衛庁次長覚書」（昭和30年8月8日））として、他の在外公館勤務者より強い制約を明記しており、防衛庁との直接連絡を行わないことも規定されていた。その後、防衛駐在官制度が十分に確立され、弊害が生じるおそれが少なくなったこと、日本国外における自衛隊の任務が増大してきたことに鑑みて、覚書を改定し、「防衛駐在官に関する覚書」（平成15年5月7日）が締結された。
新覚書では、旧覚書と同様に防衛駐在官の階級呼称・制服着用権を定め、また外務大臣などからの指揮監督についても「他の在外公館勤務者と同様に」の文言が入り確認的な表現となっている。防衛駐在官の本国への連絡通信についてはなお外務省経由のものとなるが、旧覚書にはなかったものとして防衛駐在官の防衛情報を外務省が防衛省に自動的かつ確実に伝達する協約が入った。なお、この際に防衛駐在官の対外的呼称を「一等書記官（又は参事官）兼防衛駐在官」ではなく、「防衛駐在官・1等陸（又は海・空）佐」とできるように運用が改められた。なお、防衛省からの国外派遣人員には、防衛駐在官以外にも、連絡士官や防衛省出身のシビル・アタッシェ（自衛官以外の防衛省職員・いわゆる背広組）、在外公館警備対策官、留学生などもある。

## 派遣先
派遣先はアメリカ合衆国（在米大使館）が最初であったが、徐々に増加し、1979年（昭和54年）には22か国、1989年（昭和64年/平成元年）には30か国となっている。2004年（平成16年）1月1日時点では、34大使館2政府代表部に47名（うち陸22名・海13名・空12名）、2013年（平成25年）1月1日時点では、38カ所の在外公館に49名（陸23名・海13名・空13名）が派遣されていた。三自衛隊からそれぞれ派遣者があるのは米国6名（陸海空各2名）、インド、大韓民国、中華人民共和国、オーストラリア、ロシア（陸海空各1名）で、他の国には関係の深い自衛隊から派遣されることが多い。国際儀礼にならい、通常は1佐（三）（大佐相当）が防衛駐在官に補職されるが、米国首席防衛駐在官は将補（二）（少将相当）が指定される。また、外務省職員（外交官）としての地位は派遣国によって異なり、1佐の場合、参事官（主要国のみ）又は1等書記官となる。
2013年（平成25年）に発生したアルジェリア人質事件への対応の検証から、情報収集を強化するため、アフリカ地域をはじめとして防衛駐在官の増員が検討されている。アフリカ地域では、アルジェリア、南アフリカ、ナイジェリアなど、これまでの2か国から9か国に派遣国を増やすことが計画されている。また、平成27年度防衛省概算予算請求においては、ポーランド、ウクライナ、オーストラリアへの増員が記載されている。
2020年（令和2年）度中に、在ケニア防衛駐在官がセーシェルを在オーストラリア防衛駐在官がトンガを新たに兼轄した。2021年（令和3年）度中に、オセアニアとの連携強化、ヨーロッパおよび中東に関する情報収集を強化するため、ニュージーランドおよびスペインに各1名を新規派遣したほか、イスラエルに1名を追加派遣した。さらに2022年（令和4年）度にカナダに1名新規派遣したほか、2023年（令和5年）度にイギリスおよびウクライナに各1名を増員するとともに、クウェートからカタールへ振替えた。
2025年（令和7年）4月15日時点　80名（陸36名・海22名・空22名）が98大使館6代表部（うち在勤は53大使館2政府代表部）に派遣されている
| 地域     | 国                      | 人員 | 人員 | 人員 | 人員 | 兼轄                                                 | 備考      |
| 地域     | 国                      | 陸   | 海   | 空   | 合計 | 兼轄                                                 | 備考      |
| -------- | ----------------------- | ---- | ---- | ---- | ---- | ---------------------------------------------------- | --------- |
| アジア   | インド                  | 1    | 1    | 1    | 3    | バングラデシュ                                       |           |
| アジア   | インドネシア            |      | 1    |      | 1    | 東ティモール ASEAN日本政府代表部                     |           |
| アジア   | カンボジア              | 1    |      |      | 1    |                                                      |           |
| アジア   | シンガポール            |      | 1    |      | 1    |                                                      |           |
| アジア   | スリランカ              |      | 1    |      | 1    | モルディブ                                           |           |
| アジア   | タイ王国                | 1    |      |      | 1    |                                                      |           |
| アジア   | 大韓民国                | 1    | 1    | 1    | 3    |                                                      |           |
| アジア   | 中華人民共和国          | 1    | 1    | 1    | 3    |                                                      |           |
| アジア   | パキスタン              | 1    |      |      | 1    |                                                      |           |
| アジア   | フィリピン              |      | 1    | 1    | 2    |                                                      |           |
| アジア   | ベトナム                | 1    | 1    | 1    | 3    | ラオス                                               |           |
| アジア   | マレーシア              | 1    | 1    |      | 2    | ブルネイ                                             |           |
| アジア   | ミャンマー              | 1    |      |      | 1    |                                                      |           |
| アジア   | モンゴル                | 1    |      |      | 1    |                                                      |           |
| 大洋州   | オーストラリア          | 1    | 1    | 1    | 3    | パプアニューギニア フィジー                          |           |
| 大洋州   | ニュージーランド        |      |      | 1    | 1    | トンガ                                               |           |
| 北米     | アメリカ合衆国          | 2    | 2    | 2    | 6    |                                                      | 1名は将補 |
| 北米     | カナダ                  |      |      | 1    | 1    |                                                      |           |
| 中南米   | チリ                    | 1    |      |      | 1    | コロンビア                                           |           |
| 中南米   | ブラジル                | 1    |      |      | 1    |                                                      |           |
| 欧州     | イタリア                |      |      | 1    | 1    | アルバニア マルタ                                    |           |
| 欧州     | ウクライナ              | 1    |      | 1    | 2    | モルドバ                                             |           |
| 欧州     | エストニア              | 1    |      |      | 1    |                                                      |           |
| 欧州     | イギリス                | 1    | 1    | 1    | 3    |                                                      |           |
| 欧州     | オーストリア            | 1    |      |      | 1    | コソボ 北マケドニア共和国 モンテネグロ               |           |
| 欧州     | オランダ                | 1    |      |      | 1    |                                                      |           |
| 欧州     | カザフスタン            | 1    |      |      | 1    | キルギス ジョージア タジキスタン                     |           |
| 欧州     | スウェーデン            | 1    |      |      | 1    | ノルウェー デンマーク                                |           |
| 欧州     | スペイン                |      | 1    |      | 1    |                                                      |           |
| 欧州     | ドイツ                  | 1    |      | 1    | 2    | チェコ                                               |           |
| 欧州     | フィンランド            | 1    |      |      | 1    |                                                      |           |
| 欧州     | フランス                |      | 1    | 1    | 2    | ポルトガル                                           |           |
| 欧州     | ベルギー                | 1    |      | 1    | 2    | NATO日本政府代表部 欧州連合日本政府代表部            |           |
| 欧州     | ポーランド              | 1    |      |      | 1    | セルビア                                             |           |
| 欧州     | リトアニア              |      | 1    |      | 1    | ラトビア                                             |           |
| 欧州     | ルーマニア              |      | 1    |      | 1    | キプロス ギリシャ                                    |           |
| 欧州     | ロシア                  | 1    | 1    |      | 2    | 1名は アゼルバイジャン アルメニア                    |           |
| 中東     | アラブ首長国連邦        |      | 1    |      | 1    |                                                      |           |
| 中東     | イスラエル              | 1    |      | 1    | 2    |                                                      |           |
| 中東     | イラン                  | 1    |      |      | 1    |                                                      |           |
| 中東     | カタール                |      |      | 1    | 1    | クウェート                                           |           |
| 中東     | サウジアラビア          |      | 1    |      | 1    | オマーン イエメン                                    |           |
| 中東     | トルコ                  |      | 1    |      | 1    |                                                      |           |
| 中東     | ヨルダン                | 1    |      |      | 1    | イラク                                               |           |
| 中東     | レバノン                | 1    |      |      | 1    |                                                      |           |
| アフリカ | アルジェリア            |      |      | 1    | 1    | チュニジア                                           |           |
| アフリカ | エジプト                | 1    |      |      | 1    |                                                      |           |
| アフリカ | エチオピア              | 1    |      |      | 1    | スーダン 南スーダン アフリカ連合日本政府代表部       |           |
| アフリカ | ケニア                  |      | 1    |      | 1    | ウガンダ セーシェル ソマリア タンザニア マダガスカル |           |
| アフリカ | ジブチ                  |      | 1    |      | 1    |                                                      |           |
| アフリカ | ナイジェリア            | 1    |      |      | 1    | ガーナ                                               |           |
| アフリカ | 南アフリカ共和国        | 1    |      |      | 1    | ザンビア ボツワナ モザンビーク                       |           |
| アフリカ | モロッコ                |      |      | 1    | 1    | セネガル モーリタニア                                |           |
| 代表部   | 国際連合                | 1    |      |      | 1    |                                                      |           |
| 代表部   | ジュネーブ軍縮会議      |      |      | 1    | 1    |                                                      |           |
| 合計     | （在勤）53大使館2代表部 | 36   | 22   | 22   | 80   | （兼轄）45大使館4代表部                              |           |

## 著名な防衛駐在官
曲壽郎（陸士50期）
在米国大使館防衛駐在官（2等保安正）、保安隊時代の1954年（昭和29年）4月、初の防衛駐在官としてワシントンに赴任。第11代陸上幕僚長
堀栄三（陸士46期）
在西ドイツ大使館初代防衛駐在官（1等陸佐）、統合幕僚会議第2幕僚室長（情報本部の前身）。退官後は西吉野村の村長を務める。
栗栖弘臣（東京帝国大学）
在フランス大使館防衛駐在官、第10代統合幕僚会議議長。超法規発言により辞任。
三好秀男（陸士53期）
在ソビエト連邦大使館防衛駐在官（1等陸佐）、第11代陸上幕僚長の在任中、ミグ25事件の対処に当たる。
塚本勝一（陸士54期）
在大韓民国大使館初代防衛駐在官（1等陸佐）、後に陸上自衛隊通信学校校長、西部方面総監を務める。
徳丸明（陸士54期）
在中華民国（台湾）大使館防衛駐在官（1等空佐→空将補）、後に西部航空方面隊司令官、飛行教育集団司令官などを務める。
石田捨雄（海兵64期）
在米国大使館防衛駐在官（1等海佐）、第9代海上幕僚長
鮫島博一（海兵66期）
在米国大使館防衛駐在官（2等海佐）、1955年（昭和30年）10月から米国駐在官となり、P2V-7、S-2Fの導入に尽力した。第10代海上幕僚長
渡部敬太郎（陸士60期）
在ソビエト連邦大使館防衛駐在官（1等陸佐）、第18代統合幕僚会議議長
左近允尚敏（海兵72期）
在インドネシア大使館防衛駐在官（2等海佐→1等海佐）、後に練習艦隊司令官、統合幕僚学校長。
志方俊之（防大2期）
在米国大使館首席防衛駐在官（陸将補）として赴任、後に北部方面総監、防衛大臣補佐官。
松島悠佐（防大5期）
在西ドイツ大使館防衛駐在官（1等陸佐）、後に中部方面総監。総監在任中に発生した阪神・淡路大震災の対処に尽力。
吉田正（防大14期）
在フランス大使館防衛駐在官（1等空佐）、第28代航空幕僚長。
太田文雄（防大14期）
在米国大使館首席防衛駐在官（海将補）、後に第3代防衛省情報本部長、防衛大学校教授。
山口淨秀（防大17期）
在ユーゴスラビア大使館防衛駐在官を経て初代中央即応集団司令官（最終階級陸将）。
山口昇（防大18期）
在米国大使館首席防衛駐在官（陸将補）、後に第5代陸上自衛隊研究本部長、防衛大学校教授（安全保障・危機管理教育センター長）。
外薗健一朗（防大18期）
在ベルギー大使館防衛駐在官（1等空佐）、後に第5代防衛省情報本部長、第30代航空幕僚長を務める。
下平幸二（防大19期）
在フランス大使館防衛駐在官（1等空佐）、第6代防衛省情報本部長。内閣衛星情報センター所長。
林一也（防大21期）
在米国大使館防衛駐在官（1等陸佐）、第9師団長在任間に発災した東日本大震災においては災統合任務部隊指揮官君塚栄治（第32代陸上幕僚長）の指揮下、北東北3県の復興に尽力。その功績により第2級防衛功労章を賜る。2012年7月、統合幕僚学校長を最後に退官（陸将）。
宮崎泰樹（防大22期）
在中華人民共和国大使館防衛駐在官を経て、第1施設団長、第10師団長（2012年7月退官・陸将）。退官後に東京都庁の危機管理監に就職
友部薫（防大23期）
在大韓民国大使館防衛駐在官（1等陸佐）、その後情報本部情報官、第15旅団長などを経て、陸上自衛隊第2師団長。2014年3月退官（最終階級陸将）。
太田清彦（防大23期）
在イラン大使館防衛駐在官、第5次イラク復興業務支援群長などを経て、2012年4月退官（最終階級陸将補）。同年5月より習志野市の危機監理監。
福本出（防大23期）
在トルコ大使館防衛駐在官（参事官兼1等海佐）、その後自衛隊鹿児島地方協力本部長、呉地方総監部幕僚長、掃海隊群司令などを経て、海上自衛隊幹部学校長。2014年8月退官（最終階級海将）。
宮川正  (日本大学)
在米国大使館防衛駐在官 (1等空佐) 、その後第2航空団飛行群司令、第83航空隊司令兼那覇基地司令などを経て、西部航空方面隊司令官、第8代情報本部長。2017年12月退官 (最終階級空将) 。退官後、内閣衛星情報センター所長。
現在は、日本大学危機管理学部教授。
立花尊顯（防大26期）
在タイ王国大使館防衛駐在官、その後第8次イラク復興業務支援群長を経て、第4代自衛隊情報保全隊司令（陸将補）。2014年3月退官
天野寛雅（防大26期）
在中華人民共和国大使館防衛駐在官（1等海佐）。赴任中の2002年10月、寧波の東海艦隊基地近くで立ち入り禁止区域に入ったとして13時間に渡り拘束を受けた上ペルソナ・ノン・グラータ通告を受け帰国。
軽部真和（早稲田大学）
在ユーゴスラビア大使館防衛駐在官、その後初代国際活動教育隊長などを経て、陸上幕僚監部法務官（陸将補）。
斎藤剛（防大28期）
在インド大使館防衛駐在官、後に第4次イラク復興業務支援隊長、自衛隊熊本地方協力本部長などを歴任（1等陸佐）。